# 2010 AL30
2010 AL30 — небольшой астероид, относящийся к сближающимся с Землёй (околоземным) из группы Аполлонов и классифицированный как потенциально опасный объект (англ. PHO). Обнаружен 10 января 2010 года итальянскими астрономами Эрнесто Гуидо и Джованни Состеро в обсерватории имени Линкольна по программе поиска таких астероидов LINEAR.
Диаметр астероида оценивается около 15 метров, хотя некоторые методики дают до 30 метров.
Околоземный астероид, имеет примечательный период обращения по орбите, почти равный одному году.
Выдвинуто предположение, что это искусственный объект — ступень ракеты-носителя межпланетной станции или искусственного спутника.
13 января 2010 года в 12:46 UTC астероид прошёл на расстоянии около 122 тыс. км от Земли, то есть около трети расстояния от Земли до Луны.
В случае входа в атмосферу Земли данный потенциально опасный объект произведёт взрыв, эквивалентный 50—100 кт, что в несколько раз больше чем мощность (15 кт) атомной бомбы Толстяк, сброшенной на Нагасаки.